# 5187 Domon
5187 Domon è un asteroide della fascia principale. Scoperto nel 1990, presenta un'orbita caratterizzata da un semiasse maggiore pari a 2,9245725 UA e da un'eccentricità di 0,0769222, inclinata di 3,02149° rispetto all'eclittica.